# Ismaël Gharbi
Ismaël Gharbi Álvarez (Parigi, 10 aprile 2004) è un calciatore spagnolo con cittadinanza francese di origini tunisine, centrocampista del Braga.

## Biografia
È nato in Francia da padre tunisino e madre spagnola.

## Carriera

### Club
Cresciuto nel settore giovanile del Paris Saint-Germain, ha esordito in prima squadra il 1º agosto 2021 disputando l'incontro del Trophée des Champions perso 1-0 contro il Lilla. Il 17 giugno 2022 ha firmato il suo primo contratto professionistico con il club parigino, di durata triennale.
Il 1º settembre 2023 si trasferisce in prestito per un anno allo Stade Lausanne-Ouchy, club di Super League svizzera, senza opzione d'acquisto. Segna il primo gol coi stadistes il 15 settembre successivo nei sedicesimi di finale di Coppa Svizzera contro il Wil, partita poi vinta ai rigori.
Nell'estate del 2024 passa a titolo definitivo al Braga, nella prima divisione portoghese.

### Nazionale
Ha giocato nella nazionale francese Under-18 e nelle nazionali spagnole Under-18 ed Under-19.

## Statistiche

### Presenze e reti nei club
Statistiche aggiornate all'8 maggio 2023.
| Stagione                   | Squadra                    | Campionato                 | Campionato | Campionato | Coppe nazionali | Coppe nazionali | Coppe nazionali | Coppe continentali | Coppe continentali | Coppe continentali | Altre coppe | Altre coppe | Altre coppe | Totale | Totale |
| Stagione                   | Squadra                    | Comp                       | Pres       | Reti       | Comp            | Pres            | Reti            | Comp               | Pres               | Reti               | Comp        | Pres        | Reti        | Pres   | Reti   |
| -------------------------- | -------------------------- | -------------------------- | ---------- | ---------- | --------------- | --------------- | --------------- | ------------------ | ------------------ | ------------------ | ----------- | ----------- | ----------- | ------ | ------ |
| 2021-2022                  | Paris Saint-Germain        | L1                         | 1          | 0          | CF              | 2               | 0               | UCL                | 0                  | 0                  | SF          | 1           | 0           | 4      | 0      |
| 2022-2023                  | Paris Saint-Germain        | L1                         | 5          | 0          | CF              | 2               | 0               | UCL                | 0                  | 0                  | SF          | 0           | 0           | 7      | 0      |
| ago. 2023                  | Paris Saint-Germain        | L1                         | 0          | 0          | CF              | 0               | 0               | UCL                | 0                  | 0                  | SF          | 0           | 0           | 0      | 0      |
| Totale Paris Saint-Germain | Totale Paris Saint-Germain | Totale Paris Saint-Germain | 6          | 0          |                 | 4               | 0               |                    | 0                  | 0                  |             | 1           | 0           | 11     | 0      |
| Totale carriera            | Totale carriera            | Totale carriera            | 6          | 0          |                 | 4               | 0               |                    | 0                  | 0                  |             | 1           | 0           | 11     | 0      |

## Palmarès

### Club

#### Competizioni nazionali
- Campionato francese: 2

Paris Saint-Germain: 2021-2022, 2022-2023
- Supercoppa francese: 1

Paris Saint-Germain: 2022